# サラダコスモ
株式会社 サラダコスモ（さらだこすも、英: Saladcosmo Co.,ltd.）は、発芽野菜(もやし・スプラウト類)・加熱用・生食用カット野菜・機能性表示食品・有機野菜・黒にんにく等のの開発・生産・販売する企業である。

## 沿革
- 1945年 - 中田年雄が岐阜県中津川市にて中田商店を創業[1]
- 1955年 - 当時本業の清涼飲料水製造の副業として、もやしの生産を開始
- 1973年 - 中田智洋が中田商店に入社。漂白するのが当たり前の時代に、業界初となる無添加・無漂白もやしを開発
- 1974年 - 中津川市中津川に日産2トンのもやし工場を新築
- 1975年 - 名古屋勤労市民生協（当時）に無漂白もやしを供給開始
- 1980年 - ナカダ産業株式会社を設立（資本金1,000万円）。 中津川市中村に日産10トンのもやし工場を新築、もやし専業となる
- 1981年 - 緑豆もやしを開発。売上高1億円超え
- 1983年 - アルファルファの生産開始。大阪営業所を開設
- 1985年 - かいわれ大根の生産開始
- 1986年 - 信州第一工場を新築（長野県駒ヶ根市）。資本金3,000万円に増資
- 1987年 - もやし専用の紙袋包装を開発。関東営業所を開設
- 1988年 - 売上高10億円超え
- 1989年 - 日本興業行銀行名古屋支店より新規事業融資を受ける。名古屋営業所を開設
- 1990年 - 株式会社サラダコスモに社名変更。中田智洋は代表取締役に就任。資本金9,000万円に増資
- 1991年 - 子大豆もやしの生産開始
- 1992年 - 本社工場を新築移転（岐阜県中津川市）
- 1994年 - 信州第二工場を新築（長野県駒ヶ根市）
- 1996年 - グッドカンパニー大賞“優秀企業賞”受賞（社団法人中小企業研究センター）。O-157食中毒事件発生
- 1997年 - サラダパスタもやし、旬菜の生産開始
- 1998年 - アメリカ ディクソン工場完成（米国カリフォルニア州ディクソン）
- 1999年 - 有機栽培種子を使用した緑豆もやしを開発（米国オーガニック認証団体QAI認証）
- 2000年
  - 恵那峡の温泉水と天日湖塩を使ったかいわれ大根の無化学肥料栽培を開始。
  - 株式会社ベジタブルクリエイトを設立し、宇都宮工場を取得（栃木県宇都宮市）。
  - 緊急時の食料確保事業のため、株式会社ギアリンクスを設立。
  - 発芽大豆青豆の生産開始
- 2001年 - ベジタブルクリエイト宇都宮工場を株式会社サラダコスモ宇都宮工場に変更
- 2002年 - ブロッコリーの新芽の生産開始。そばの新芽の生産開始。オランダに合弁会社「SALAD SPRUIT BV」設立。ちこりの販売開始
- 2003年 - 有限会社中津川サラダ農園を設立（岐阜県中津川市）。ブロッコリー&アルファルファの生産開始
- 2004年 - インターネット通信販売を開始（楽天市場に出店）。アルファルファ&亜麻の生産開始
- 2005年 - 三木生産センターを新築（兵庫県三木市）。空心菜の新芽の生産開始
- 2006年 - 岐阜中津川ちこり村開業。中津川市の特産品として国産ちこりの生産を開始。岐阜中津川蒸留蔵が完成、「ちこり焼酎ちこちこ」発売開始。おくらの新芽の生産開始
- 2007年 - ちこり関連商品開発スタート（ちこり茶、ちこり珈琲、ちこりクッキー、ちこりアイス）。岐阜県特産品ブランド「飛騨・美濃すぐれもの」にちこり村特産品セットが認定
- 2008年 - 中津川本社と信州第二工場がISO 22000認証を取得。南米アンデス産、熟成発酵黒にんにくのテスト販売開始
- 2009年 - ちこり村「田舎の手作りおせち」商品化。岐阜中津川ちこり村を改装オープン。ちこり茶ペットボトル、ちこり芋漬物を発売開始。「ぎふ一村一企業パートナップ運動」に登録認定（岐阜県）。宇都宮工場がISO22000認証を取得
- 2010年 - 株式会社設立39周年記念、ちこり村の有機黒にんにく発売、豆苗と玉ねぎの新芽の生産開始
- 2011年 - FOOD ACTION NIPPONアワード2010入賞 （農林水産省）。三木生産センターがISO22000認証を取得。国産発芽大豆の生産開始
- 2013年 - 宇都宮工場にてカット野菜の生産開始、FSSC 22000（英語版）認証取得（信州第二工場、宇都宮工場、三木生産センター、中津川サラダ農園）
- 2014年 - 信州第二工場にてカット野菜の生産開始、「若者が選ぶ魅力的な会社100選」に認定（岐阜県）、「がんばる中小企業・小規模事業者300社」に選出（経済産業省）、「6次産業化優良事例66選」に選出（農林水産省）
- 2015年 - 生鮮野菜で日本初の機能性表示食品「大豆イソフラボン子大豆もやし」届出受理。三木生産センターにてカット野菜の生産開始。このままレンジで温野菜シリーズの生産開始
- 2016年 - 日本初となる有機JAS規格認証の緑豆もやし、大豆もやし、ブロッコリーの新芽、かいわれ大根、アルファルファの生産開始。株式会社雪国バイオフーズの株式を取得し、株式会社サラダコスモ新潟に商号変更。東京オフィスを開設（東京都千代田区）
- 2017年 - ブロッコリーの新芽プレミアムサラダ、ブロッコリーの新芽プレミアム、ケールの新芽プレミアムの生産開始。ちこり村リニューアルオープン、ベーカリー部門新設。株式会社サラダコスモ新潟がFSSC22000認証取得。売上高100億円超え
- 2018年 - 有機豆苗、有機カット野菜の生産開始
- 2019年 - 機能性表示食品GABA子大豆もやしの生産開始
- 2020年 - 養老生産センターを新築（岐阜県養老郡）。機能性表示食品ブロッコリースルフォラファンスプラウト、ケールスルフォラファンスプラウト発売。子大豆もやし芽ぐみシリーズ発売。中四国営業所（広島市）、九州営業所（福岡市）を開設。株式会社ディア中津川を子会社化
- 2021年 - 岐阜中津川蒸留所よりクラフトジン「NAKATSUGIN」発売。ちこり村栗きんとん生食パン発売。日本全国への物流網を構築
- 2022年 - 有機スプラウトのトップシールに紙素材を採用してリニューアル発売。有機もやし・カット野菜をシリーズ商品化してリニューアル発売。機能性表示食品の有機黒にんにく発売。養老生産センター がFSSC22000認証取得[2]

## 受賞
- 1995年 - ニュービジネス協議会「アントレプレナー⼤賞」[3]
- 2007年 - 独⽴⾏政法⼈ ⾼齢・障害者雇⽤⽀援機構「部⾨別賞（新職場創設）」
- 2011年 - FOOD ACTION NIPPONアワード2010⼊賞（農林⽔産省）
- 2014年 -「がんばる中⼩企業・⼩規模事業者300社」（経済産業省）、「6次産業化優良事例66選」（農林⽔産省）に選出
- 2014年 -「若者が選ぶ魅⼒的な会社100選」（岐⾩県）に認定
- 2016年 -「岐阜県ワーク・ライフ・バランス推進企業」に認定
- 2017年 -「地域未来牽引企業」に認定

## 事業所
- 本社
- ちこり村（岐阜県中津川市千旦林1-15）

### 営業所
- 東京オフィス（東京都千代田区有楽町1-7-1 有楽町電気ビル南館6F）
- 東北営業所（宮城県仙台市青葉区五橋1-4-20ドミール五橋1003）
- 中部地区営業所（岐阜県中津川市千旦林1-15）
- 関西地区営業所（兵庫県三木市別所町小林803）
- 中四国営業所（広島県広島市西区己斐本町2-18-14 シトラスシャトーハシモト302)
- 九州営業所(福岡県福岡市博多区博多駅東3-9-3 博多ニッコーハイツ903号室

### 生産施設
- 中津川サラダ農園（岐阜県中津川市）
- 養老生産センター（岐阜県養老郡）
- 信州工場（長野県駒ヶ根市）
- 黒にんにく信州第一工場（長野県駒ヶ根市）
- 宇都宮工場（栃木県宇都宮市）
- サラダコスモ新潟（新潟県南魚沼市）
- 三木生産センター（兵庫県三木市）

### グループ会社
- ディア中津川（岐阜県中津川市、主な製造商品：お弁当、お惣菜）

## メディア実績
- 2004年8月3日 - テレビ東京『ガイアの夜明け』南⽶⼤⾖ロードをゆく[5]
- 2008年1月3日 - テレビ東京『ガイアの夜明け』ガイアの危機〜資源争奪の世紀を⽣き抜く【⼈と⾞の穀物争奪戦】[6]
- 2014年5月8日　テレビ東京『日経スペシャル カンブリア宮殿』”激安野菜”もやしで驚き33年連続⿊字！挑み続けた型破り経営 - 社長・中田智洋出演[7]。
- 2015年 - 日本経済新聞 機能性⾷品に⽣鮮品「岐⾩の⼤⾖もやし」
- 2016年 - 朝日新聞「もやしにもJASの有機認定」
- 2017年 - BSジャパン⽇経プラス10 『⽇本農業の未来形⁉もやし野菜⼤⼿ ビジネスはアパレルと同じ⁉』
- 2018年 - ⽇本テレビ『スッキリ！』⾼くても売れる!進化する”もやし” など500件以上
- 2019年 - テレビ朝⽇「スーパーJチャンネル」⼟曜⽇”⾰命児”中⽥智洋 激動の半⽣
- 2023年5月19日 - テレビ東京『ガイアの夜明け』それでも値上げしません!～決意の舞台裏に密着～[8]
- 2024年2月8日 - テレビ東京『カンブリア宮殿』意外すぎる新商品が続々!激安もやしで快進撃の秘密 - 社長・中田智洋出演[9]。
- 2024年5月11日 - テレビ愛知『日経プレミアム 工場へ行こうⅢ AMAZING FACTORY』食卓のつよ～い味方!カット野菜“日本一”の工場に潜入SP[10]